# Кубок СРСР з футболу 1977
Кубок СРСР з футболу 1977 — 36-й розіграш кубкового футбольного турніру в СРСР. Володарем Кубка вп'яте став клуб «Динамо» (Москва).

## 1/32 фіналу
| Дата       | Команда 1                    | Рахунок            | Команда 2            |
| ---------- | ---------------------------- | ------------------ | -------------------- |
| 27.03.1977 | Гурія (Ланчхуті)             | 4:1                | Шинник (Ярославль)   |
| 27.03.1977 | Кривбас (Кривий Ріг)         | 1:2                | СКА (Хабаровськ)     |
| 27.03.1977 | Кузбас (Кемерово)            | 0:1                | Іскра (Смоленськ)    |
| 27.03.1977 | Машук (П'ятигорськ)          | 1:2                | Памір (Душанбе)      |
| 27.03.1977 | Металург (Запоріжжя)         | 2:1                | Динамо (Брест)       |
| 27.03.1977 | Ністру (Кишинів)             | 2:0 дч             | Динамо (Ленінград)   |
| 27.03.1977 | Пахтакор (Ташкент)           | 6:0                | Амур (Благовєщенськ) |
| 27.03.1977 | Ростсільмаш (Ростов-на-Дону) | 0:1                | Факел (Воронеж)      |
| 27.03.1977 | СКА (Київ)                   | 2:0                | Нафтовик (Фергана)   |
| 27.03.1977 | Спартак (Івано-Франківськ)   | 2:1                | Колхозчі (Ашхабад)   |
| 27.03.1977 | Спартак (Москва)             | 2:0                | Рубін (Казань)       |
| 27.03.1977 | Спартак (Орджонікідзе)       | 1:1 дч, (пен. 4:5) | Динамо (Мінськ)      |
| 27.03.1977 | Терек (Грозний)              | 3:2 дч             | Зірка (Перм)         |
| 27.03.1977 | Торпедо (Кутаїсі)            | 0:1                | Металіст (Харків)    |
| 27.03.1977 | Уралмаш (Свердловськ)        | 0:2                | СКА (Ростов-на-Дону) |
| 27.03.1977 | Янгієр (Янгієр)              | 1:1 дч, (пен. 6:5) | Таврія (Сімферополь) |

## 1/16 фіналу
| Дата       | Команда 1                  | Рахунок            | Команда 2                |
| ---------- | -------------------------- | ------------------ | ------------------------ |
| 10.04.1977 | Гурія (Ланчхуті)           | 0:1                | ЦСКА (Москва)            |
| 10.04.1977 | Динамо (Мінськ)            | 5:0                | Нефтчі (Баку)            |
| 10.04.1977 | Іскра (Смоленськ)          | 3:1                | Крила Рад (Куйбишев)     |
| 10.04.1977 | Металіст (Харків)          | 2:2 дч, (пен. 2:4) | Карпати (Львів)          |
| 10.04.1977 | Металург (Запоріжжя)       | 0:1                | Зеніт (Ленінград)        |
| 10.04.1977 | Ністру (Кишинів)           | 0:1 дч             | Шахтар (Донецьк)         |
| 10.04.1977 | Памір (Душанбе)            | 0:1 дч             | Торпедо (Москва)         |
| 10.04.1977 | Пахтакор (Ташкент)         | 1:0                | Динамо (Тбілісі)         |
| 10.04.1977 | СКА (Київ)                 | 2:0                | Чорноморець (Одеса)      |
| 10.04.1977 | СКА (Ростов-на-Дону)       | 0:2                | Зоря (Ворошиловград)     |
| 10.04.1977 | СКА (Хабаровськ)           | 0:2                | Динамо (Київ)            |
| 10.04.1977 | Спартак (Івано-Франківськ) | 1:1 дч, (пен. 6:5) | Арарат (Єреван)          |
| 10.04.1977 | Спартак (Москва)           | 3:1                | Локомотив (Москва)       |
| 10.04.1977 | Терек (Грозний)            | 1:2                | Дніпро (Дніпропетровськ) |
| 10.04.1977 | Факел (Воронеж)            | 2:3                | Кайрат (Алма-Ата)        |
| 10.04.1977 | Янгієр (Янгієр)            | 0:1                | Динамо (Москва)          |

## 1/8 фіналу
| Дата       | Команда 1                | Рахунок            | Команда 2                  |
| ---------- | ------------------------ | ------------------ | -------------------------- |
| 18.06.1977 | Динамо (Київ)            | 2:0                | Спартак (Івано-Франківськ) |
| 18.06.1977 | Дніпро (Дніпропетровськ) | 1:3                | Зоря (Ворошиловград)       |
| 18.06.1977 | Зеніт (Ленінград)        | 2:0                | Карпати (Львів)            |
| 18.06.1977 | Іскра (Смоленськ)        | 1:2                | Пахтакор (Ташкент)         |
| 18.06.1977 | Кайрат (Алма-Ата)        | 0:2                | Динамо (Москва)            |
| 18.06.1977 | Спартак (Москва)         | 0:0 дч, (пен. 1:3) | Торпедо (Москва)           |
| 18.06.1977 | Шахтар (Донецьк)         | 1:0                | Динамо (Мінськ)            |
| 17.06.1977 | ЦСКА (Москва)            | 1:2                | СКА (Київ)                 |

## 1/4 фіналу
| Дата       | Команда 1            | Рахунок            | Команда 2          |
| ---------- | -------------------- | ------------------ | ------------------ |
| 10.07.1977 | Динамо (Москва)      | 3:0                | Динамо (Київ)      |
| 10.07.1977 | Зоря (Ворошиловград) | 1:0                | Пахтакор (Ташкент) |
| 10.07.1977 | Зеніт (Ленінград)    | 1:1 дч, (пен. 4:3) | Шахтар (Донецьк)   |
| 09.07.1977 | Торпедо (Москва)     | 1:0                | СКА (Київ)         |

## Півфінали
| Дата       | Команда 1            | Рахунок | Команда 2         |
| ---------- | -------------------- | ------- | ----------------- |
| 03.08.1977 | Зоря (Ворошиловград) | 0:1     | Торпедо (Москва)  |
| 01.08.1977 | Динамо (Москва)      | 2:1     | Зеніт (Ленінград) |

## Фінал
| 13 серпня 1977 |

| «Динамо»      | 1 – 0 | «Торпедо» |
| ------------- | ----- | --------- |
| Казаченок 17' | Звіт  |           |

| «Динамо» (Москва) Глядачів: 45 000 Арбітр: Руднєв (Москва) |